# Вулиця Гетьмана Сагайдачного (Тернопіль)
Вулиця Гетьмана Сагайдачного — пішохідна вулиця в середмісті Тернополя, вважається однією з найкрасивіших вулиць міста, оскільки частково збереглася архітектурна забудова кінця XIX століття.
Із заходу примикає до вулиці Кардинала Йосипа Сліпого, зі сходу — до бульвару Тараса Шевченка. До неї примикають вулиці Валова та Академіка Брюкнера. Довжина — приблизно 350 метрів.

## Історія
В давні часи місце, де зараз проходить вулиця, було частиною фортифікаційних споруд Тернополя. Укріплення міста зі сходу містили глибокий рів, поверх якого стояв земляний вал з частоколом. Вал проходив приблизно по лінії сучасних вулиць Валової і Патріарха Мстислава. Трохи північніше на валі стояла Кушнірська вежа, південніше, біля Середньої церкви, стояла Кам'янецька брама. Наприкінці XVIII ст. з приходом австрійської влади браму і вежі було знесено, а оборонні вали засипано. На плані А. фон Посареллі (1797) вже немає сліду від фортифікацій старого міста. На початку XIX ст. на місці пізніших вулиць Гімназіальної і Святоіванівської (сучасна вул. Грушевського) були городи, поміж якими прямував поштовий шлях.
Сліди давніх укріплень ще були помітні. Так, у 1825 році при будівництві гімназії впали дві опори з трьома склепіннями і муром заввишки 8 метрів. Причиною аварії було те, що гімназію зводили на нещодавно засипаних міських валах.
Вулиця остаточно сформувалася на початку XIX століття, вперше згадується як вулиця Гімназіальна (або Ґімназіяльна), коли було зведено приміщення першої гімназії в 1825 році.

### Вулиця Гімназіальна
З такою назвою вулиця проіснувала з початку XIX століття до 1891 року. Тоді вона складалася з новозбудованої гімназії, багатьох крамниць та житлових квартир. На кадастровій мапі міста 1829 року вулицю оточують переважно присадибні ділянки та кілька кам'яниць.

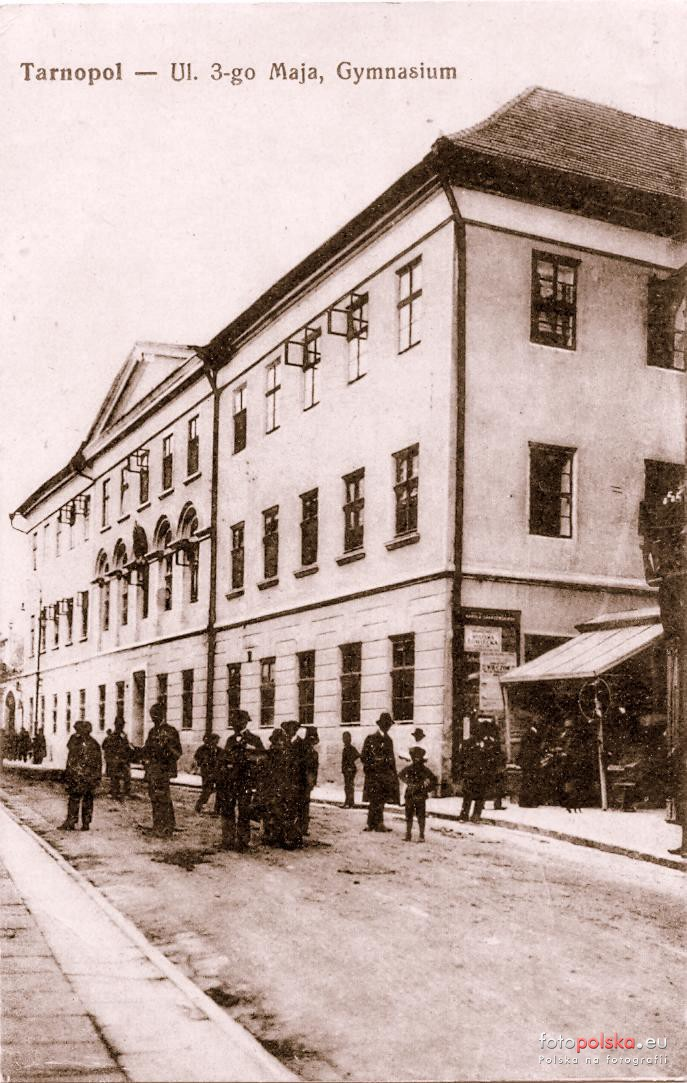
Перша гімназія на поч. XX ст.

Також є перекази, що один із численних підземних ходів Тернополя сполучав гімназію та Старий замок. Сьогодні про цей хід нічого невідомо.

### Вулиця 3-го Мая
Таку назву вулиця отримала 3 травня 1891 року, коли поляки святкували 100-річчя своєї конституції. Цей період в історії вулиці започаткував реставрації та удосконалення будинків під крамниці, утворення суцільного ряду будинків із чудовою архітектурою. 
Справа на розі 3-го Мая і Міцкевича (сучасний бульвар Шевченка) містилась одна з найдавніших кав'ярень Тернополя «Віденська». Навпроти, на другому поверсі видніється фотосалон. У серпні 1911 року місцева газета повідомила, що ательє Юркевича перенесено на 3-го Мая, до кам'яниці Стефана Невгоффа. На першому поверсі тримав крамницю з м'ясними виробами Яримович. Вже у 1878 році хідник на вулиці вимощено плитами з теребовлянського каменю: магістраль була центральною.

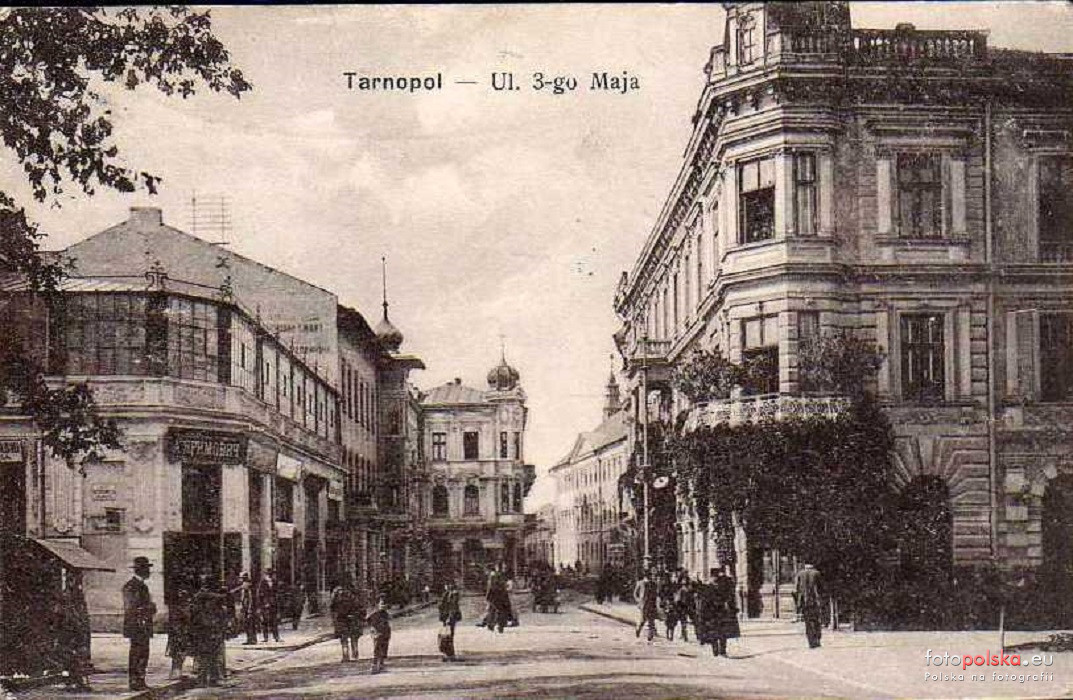
Вулиця 3-го Мая (між 1900 та 1914)

На початку XX ст. на вулиці було чимало крамниць і складів: галантерейні, бакалійні, з посудом та іграшками, салони чоловічого і жіночого одягу, книгарні. Згодом у життя цієї міської магістралі увійшли каса продажу залізничних квитків від бюро подорожей «Орбіс», аптекарський магазин і склад, салони Рацера і Шраєра з продажу ювелірних виробів, хутра та галантереї, торговий дім «Креси» з широким вибором порцеляни, скла, кухонного посуду та інших речей домашнього вжитку. Знали на цій вулиці й крамницю Зигмунда Шауера із насінням та городнім інвентарем. Були тут цукерні і так звані «покої для сніданків» (на зразок сучасних кафе). Утримували на вулиці свої контори три тернопільські нотаріуси.
У вересні 1897 року споживче товариство «Народна торгівля» закупило на вулиці місце для спорудження будинку та два доми поряд, будівництво було завершене у 1899 році. Комплекс «Народної торгівлі» складався із трьох споруд. Вони використовувалися для потреб товариства, а також віддавались в оренду і винаймались під помешкання.

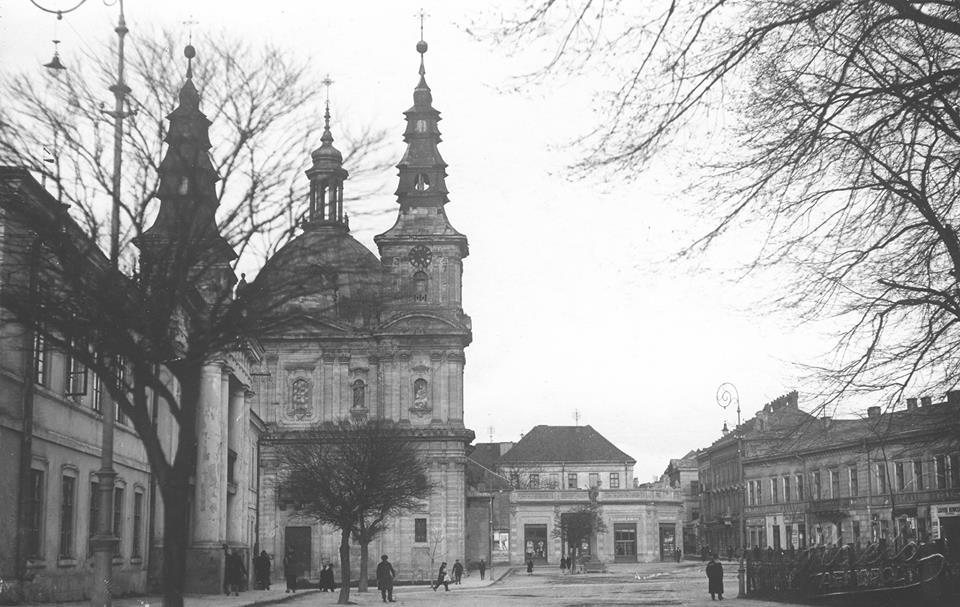
Вигляд на Катедру і вулицю 3-го Мая з площі Собєського (сучасний Майдан Волі) (бл. 1917)

Поруч будівлі «Народної торгівлі» у 1910 році було зведено готель Адлєра, він мав 32 кімнати, лазенки, електричне світло, водопровід.
У часи Західноукраїнської Народної Республіки на першому поверсі «Народної торгівлі» містилася редакція урядового вісника повітового комісаріату «Голос Поділля». Друкувались ці газети у «Друкарні Подільській», що містилась у будинку №10 на цій же вулиці і належала Й. Степку. У цей час вулиця носила ім'я гетьмана Петра Конашевича-Сагайдачного.
На початку 1920-х рр. у кооперативній домівці знайшлось місце для управління дівочої учительської семінарії, а також гімназійних курсів, попередників гімназії «Рідної школи». У 1935 році на другому поверсі будинку розташувався «Союз українських купців».

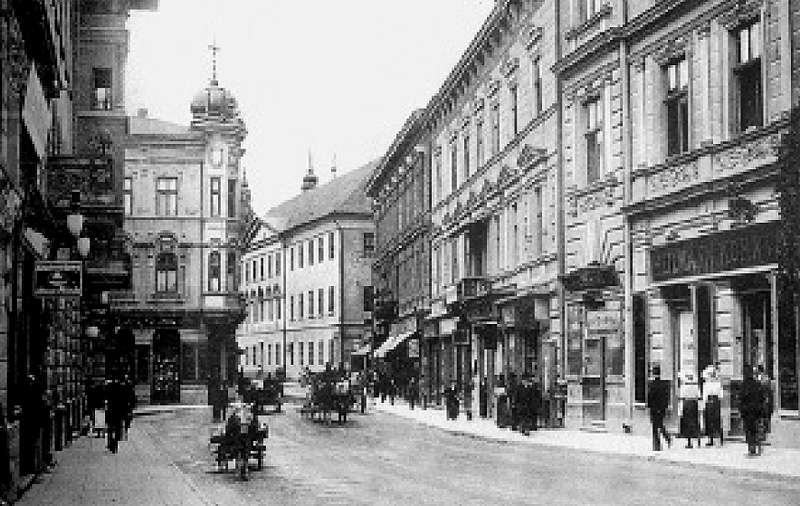
Вулиця 3-го Мая на поч. XX ст.

3 жовтня 1936 року у гарних і просторих приміщеннях новозбудованої кам'яниці на вулиці 3-го Мая відкрито казино. Міське казино, створене у 1853 році, первісно містилось у замку, деякий час перебувало у готелі «Подільський».
На цій престижній вулиці були також осередки польських товариств: «Союз воєнних інвалідів», «Товариство для охорони інтересів купців», «Польська повітова народна організація», «Товариство польських християнських купців». У будинку № 5 деякий час знаходилась друкарня Олександра Салевича. На розі 3-го Мая і площі Собєського стояв один з найвідоміших готелів міста — готель Пунчерта. Назву йому дало прізвище власника. Готель довгий час був осередком культурного життя Тернополя.
Вулиця зазнала руйнувань у час Першої і Другої світової воєн. У 1940 році її назвали, за співзвучністю, вулицею 1-го Травня. Під час німецької окупація у монастирі містився військовий лазарет, тому вулиця у цей період називалась Лазарет-штрассе.

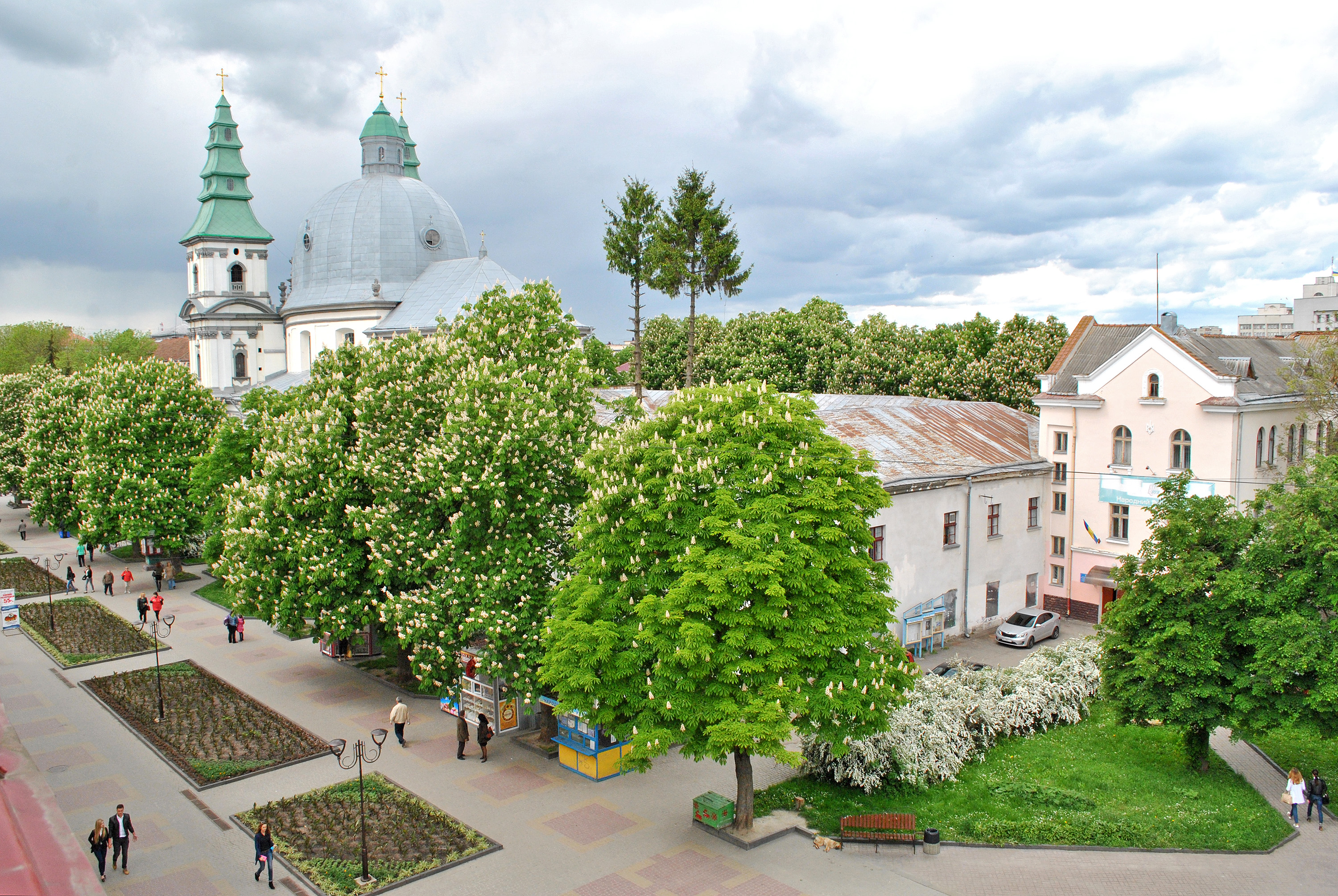
Вулиця Гетьмана Сагайдачного в пору цвітіння каштанів. Вигляд на Архікатедральний Собор і Державний архів Тернопільської області

### Першотравнева вулиця
Після боїв за Тернопіль у 1944 р. не стало будівлі гімназії імені Поля, готелю Пунчерта й інших будівель. На місці гімназії заклали сквер із пам'ятником «Піонервожата та піонери». На вулиці діяло багато магазинів, книгарень, кафе. Але особливим на цій вулиці було кафе «Сніжинка», де можна було купити шоколадне морозиво, крем-брюле та різні напої. Кафе знаходилося на місці сучасного ресторанного комплексу «Андріївський».

### Сьогодення
Сьогодні вулиця Гетьмана Сагайдачного є пішохідною, над нею сьогодні установлена декоративна світлодіодна композиція «зоряне небо». В напрямку до Майдану Волі вулиця плавно перетворюється на зелену алею, закінчується Церквою Непорочного Зачаття Пресвятої Діви Марії.

## Пам'ятки

### Пам'ятки архітектури національного значення
| № | Пам'ятка                                        | Датування | Розташування                   | Ох. номер |
| - | ----------------------------------------------- | --------- | ------------------------------ | --------- |
| 1 | Церква Непорочного Зачаття Пресвятої Діви Марії | 1749–1779 | вул. Гетьмана Сагайдачного, 10 | 637/1     |
| 2 | Келії монастиря домініканів                     | 1749–1779 | вул. Гетьмана Сагайдачного, 14 | 637/2     |

### Пам'ятки архітектури місцевого значення

Пам'ятник Іванові Франку

| №  | Пам'ятка                                                  | Датування   | Розташування                   | Ох. номер |
| -- | --------------------------------------------------------- | ----------- | ------------------------------ | --------- |
| 1  | Житловий будинок                                          | поч. XX ст. | вул. Гетьмана Сагайдачного, 1  | 314/1     |
| 2  | Житловий будинок (в якому жив і працював Микола Костенко) | поч. XX ст. | вул. Гетьмана Сагайдачного, 2  | 315       |
| 3  | Житловий будинок (в якому перебував Микола Лисенко)       | поч. XX ст. | вул. Гетьмана Сагайдачного, 3  | 314/2     |
| 4  | Житловий будинок                                          | поч. XX ст. | вул. Гетьмана Сагайдачного, 4  | 316       |
| 5  | Житловий будинок                                          | 1905 р.     | вул. Гетьмана Сагайдачного, 5  | 317/1     |
| 6  | Житловий будинок                                          | поч. XX ст. | вул. Гетьмана Сагайдачного, 6  | 318       |
| 7  | Житловий будинок                                          | 1905 р.     | вул. Гетьмана Сагайдачного, 7  | 317/2     |
| 8  | Житловий будинок                                          | 1912 р.     | вул. Гетьмана Сагайдачного, 9  | 319       |
| 9  | Житловий будинок                                          | поч. XX ст. | вул. Гетьмана Сагайдачного, 11 | 320/1     |
| 10 | Житловий будинок                                          | поч. XX ст. | вул. Гетьмана Сагайдачного, 13 | 320/2     |
| 11 | Житловий будинок                                          | поч. XX ст. | вул. Гетьмана Сагайдачного, 15 | 321       |
| 12 | Житловий будинок                                          | поч. XX ст. | вул. Гетьмана Сагайдачного, 19 | 322       |
| 13 | Житловий будинок                                          | поч. XX ст. | вул. Гетьмана Сагайдачного, 21 | 323       |

### Пам'ятники
- Пам'ятник поету, громадському діячу Іванові Франку (1995), охоронний номер — 1711.
- Пам'ятник патріарху Йосифу Сліпому (2004), охоронний номер — 1683.

### Барельєфи
- на будинку № 2:
  - письменнику Миколі Костенку;
  - художнику театру Степанові Данилишину;
- на будинку № 3: композитору Миколі Лисенку.
- на фасаді будинку № 8, де жив і творив лідер гурту «Брати Гадюкіни» Сергій Кузьминський, співавтор пісні «Файне місто Тернопіль»: анотаційна таблиця[5].

## Алея зірок
28 серпня 2011 року під час святкування Дня міста на вулиці була відкрита Алея зірок. Нині тут розміщені пам'ятні знаки 10 відомим особистостям, які зробили значний внесок у культуру Тернополя.

## Пожежі
- Вночі 5 серпня 2015 року в будинку № 1 спалахнула пожежа, вогонь охопив верхні поверхи і перекинувся на дах.[6]

## Галерея

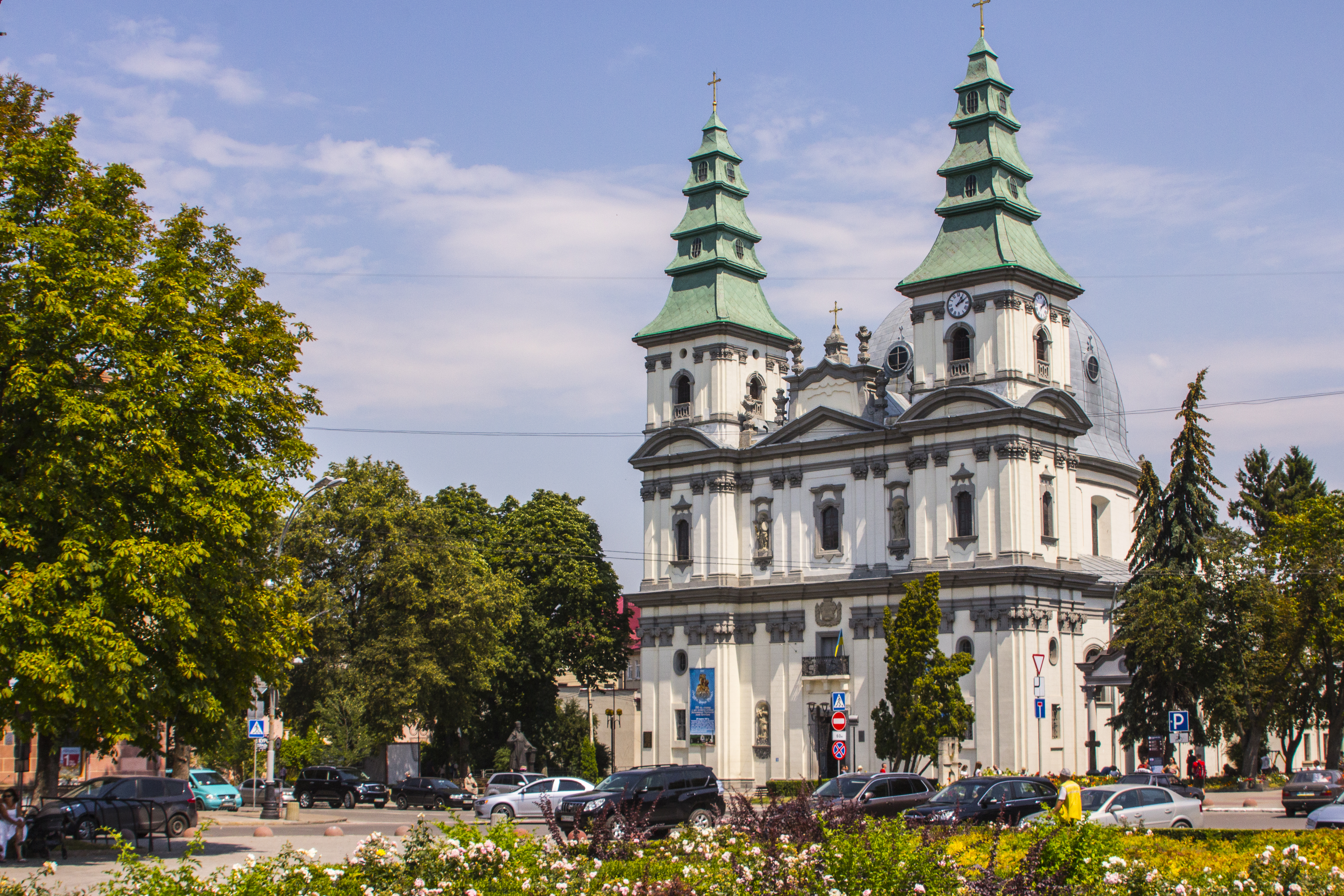
Церква Непорочного Зачаття Пресвятої Діви Марії
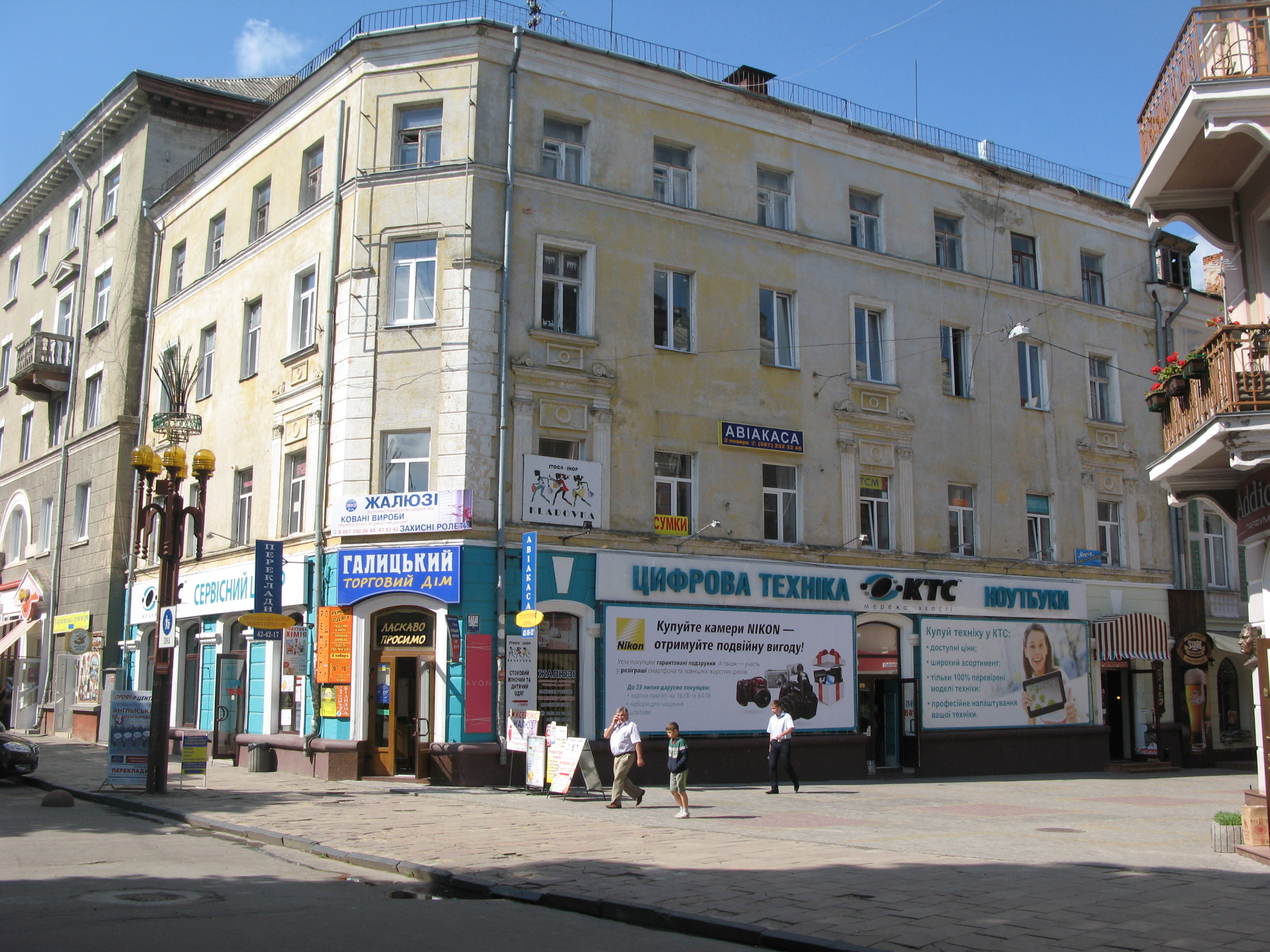
Будинок № 1
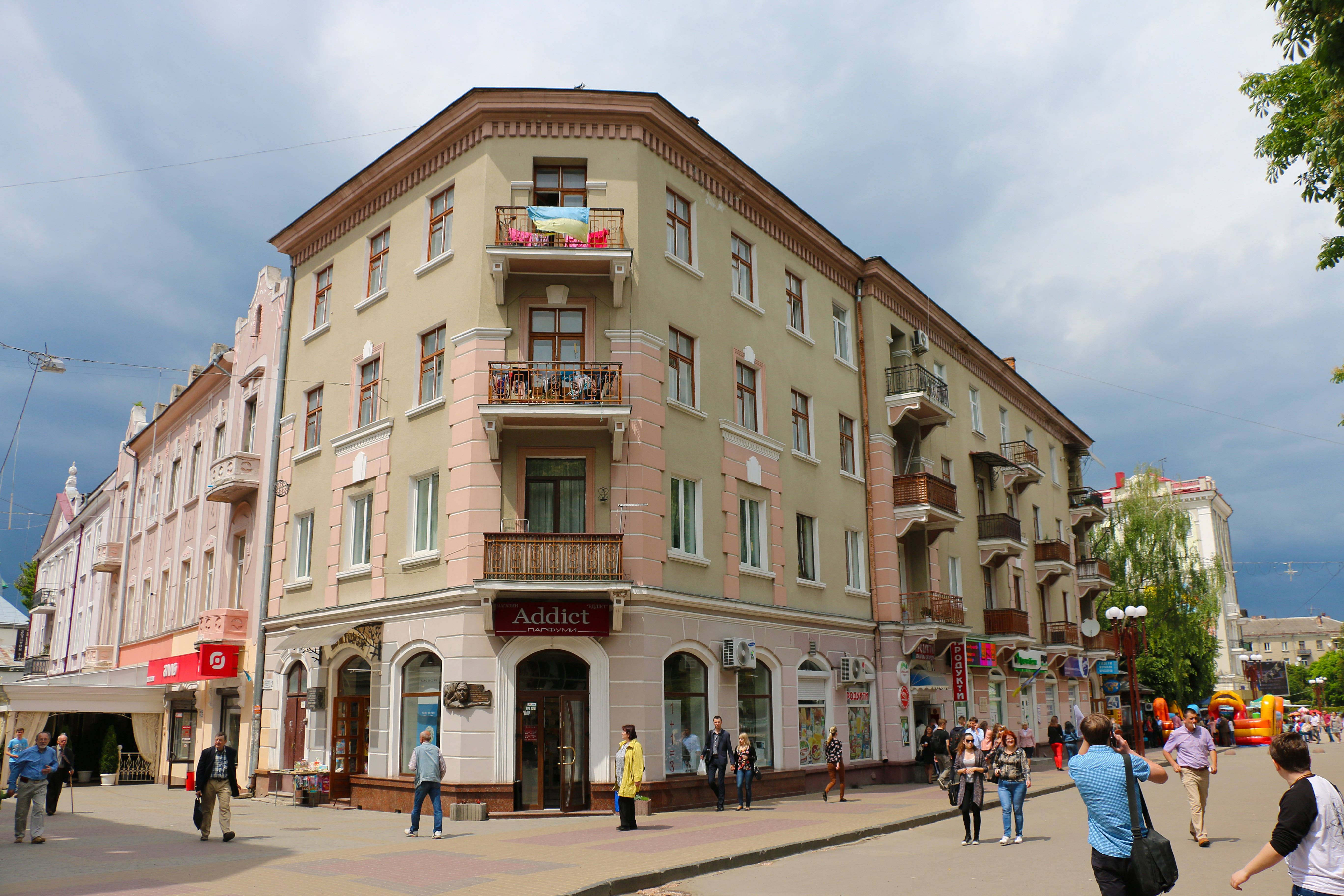
Будинок № 2
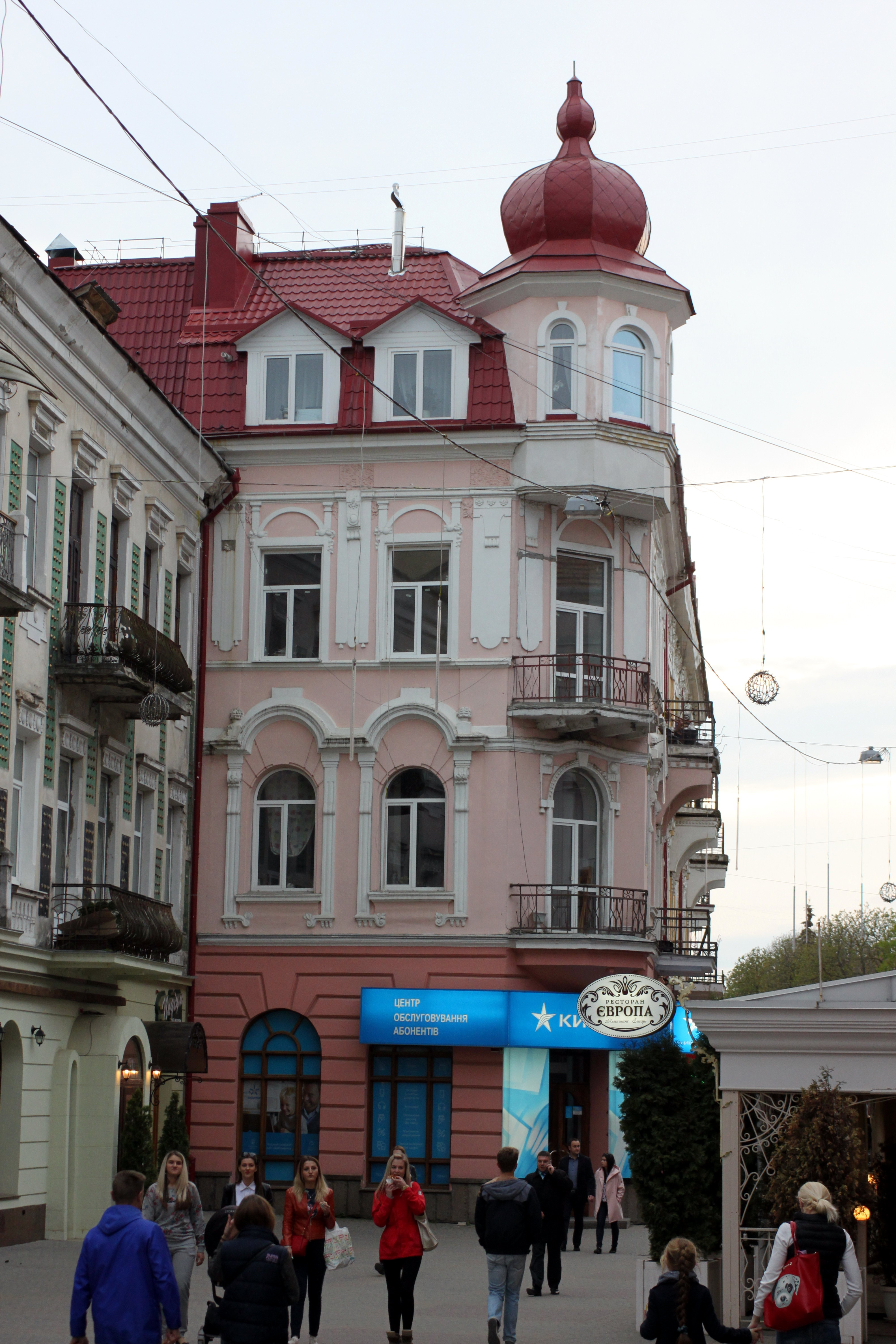
Будинок № 3
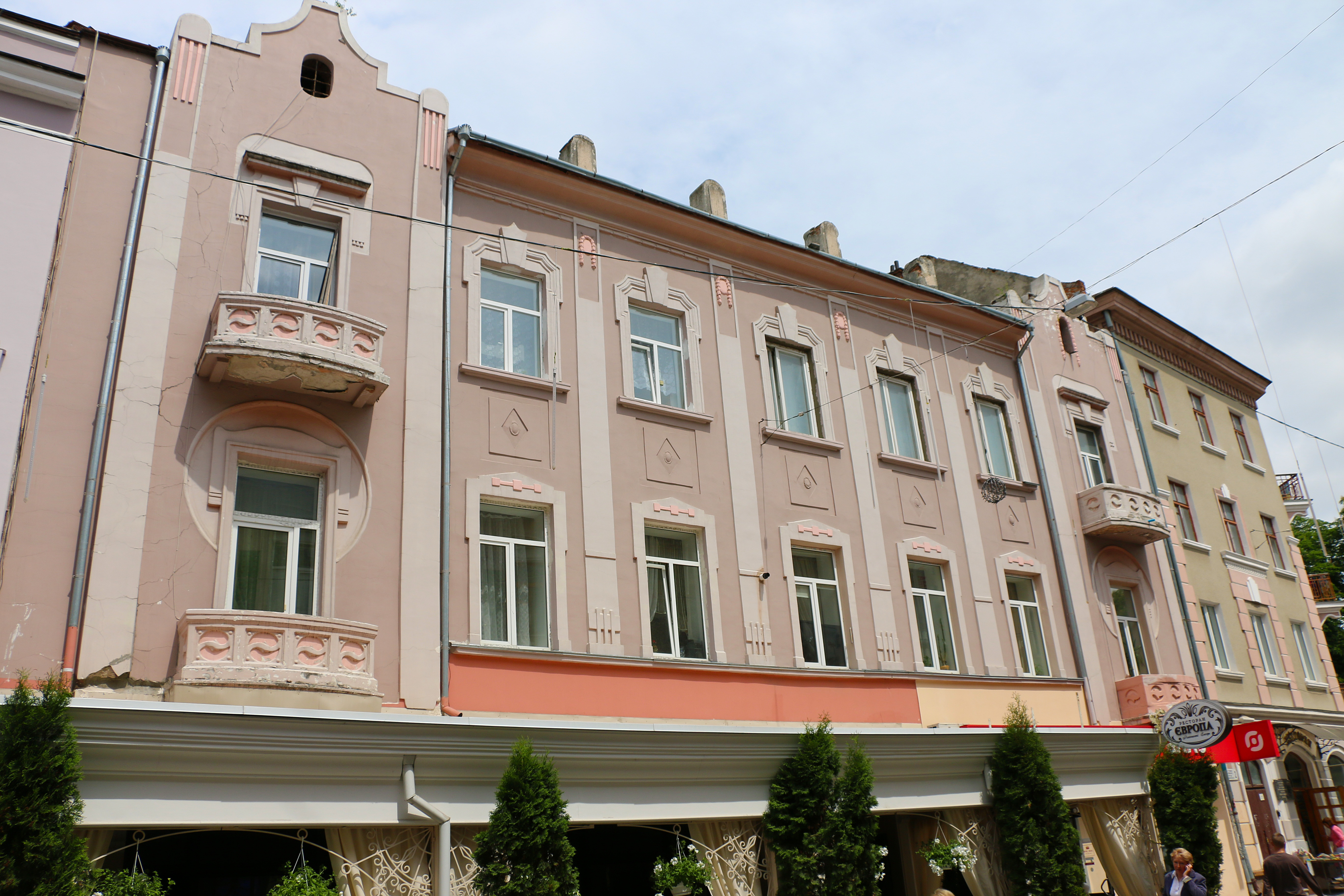
Будинок № 4
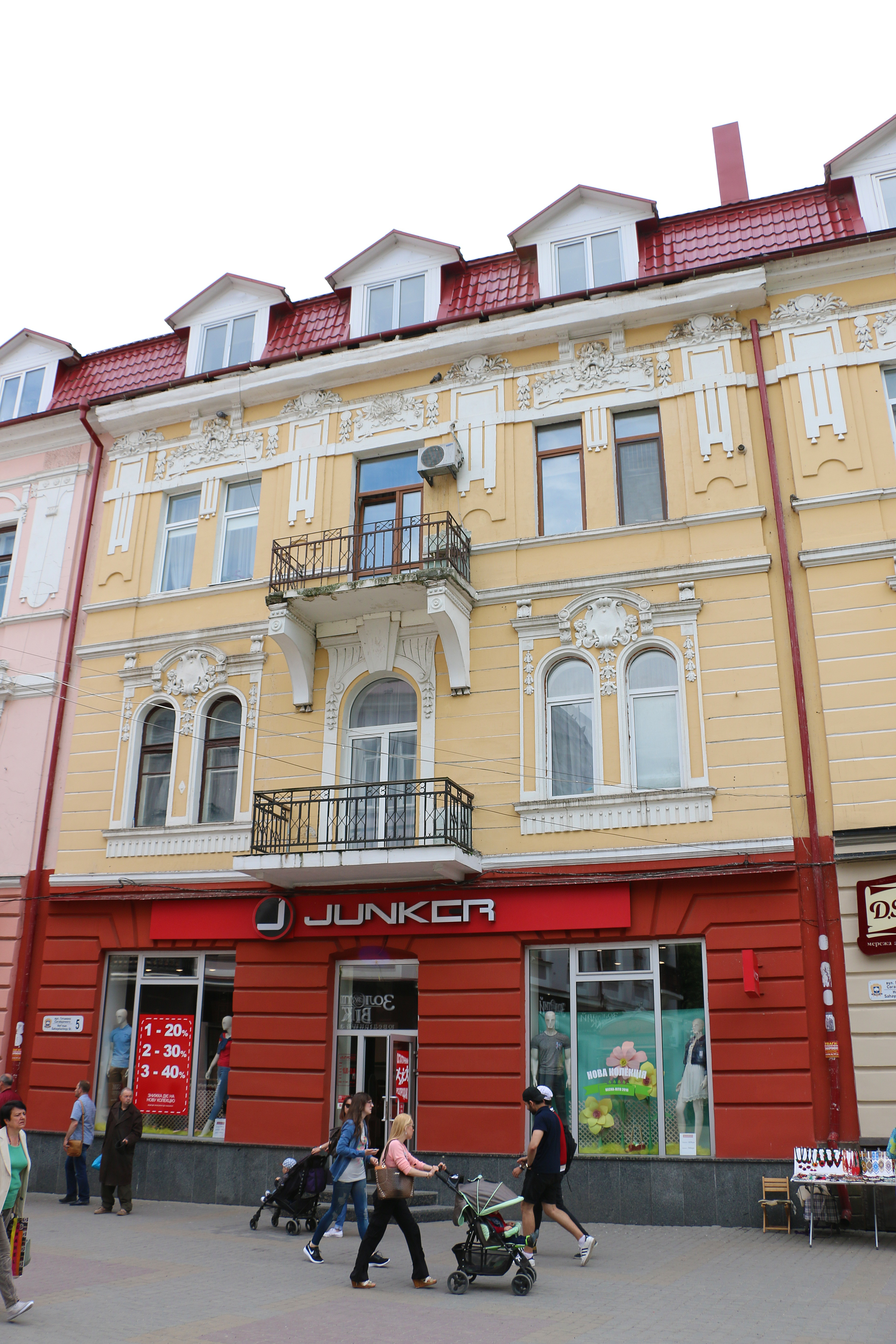
Будинок № 5
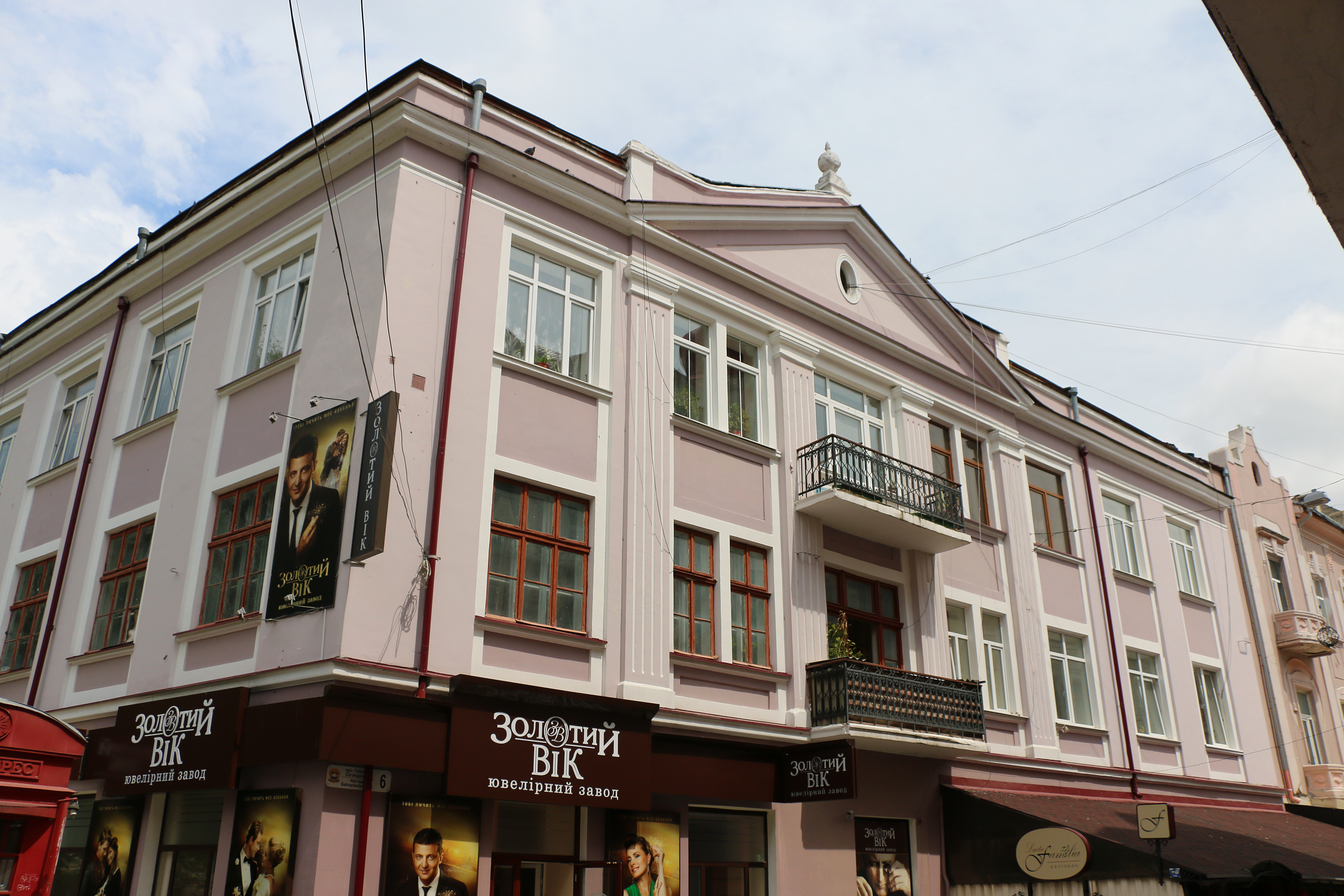
Будинок № 6
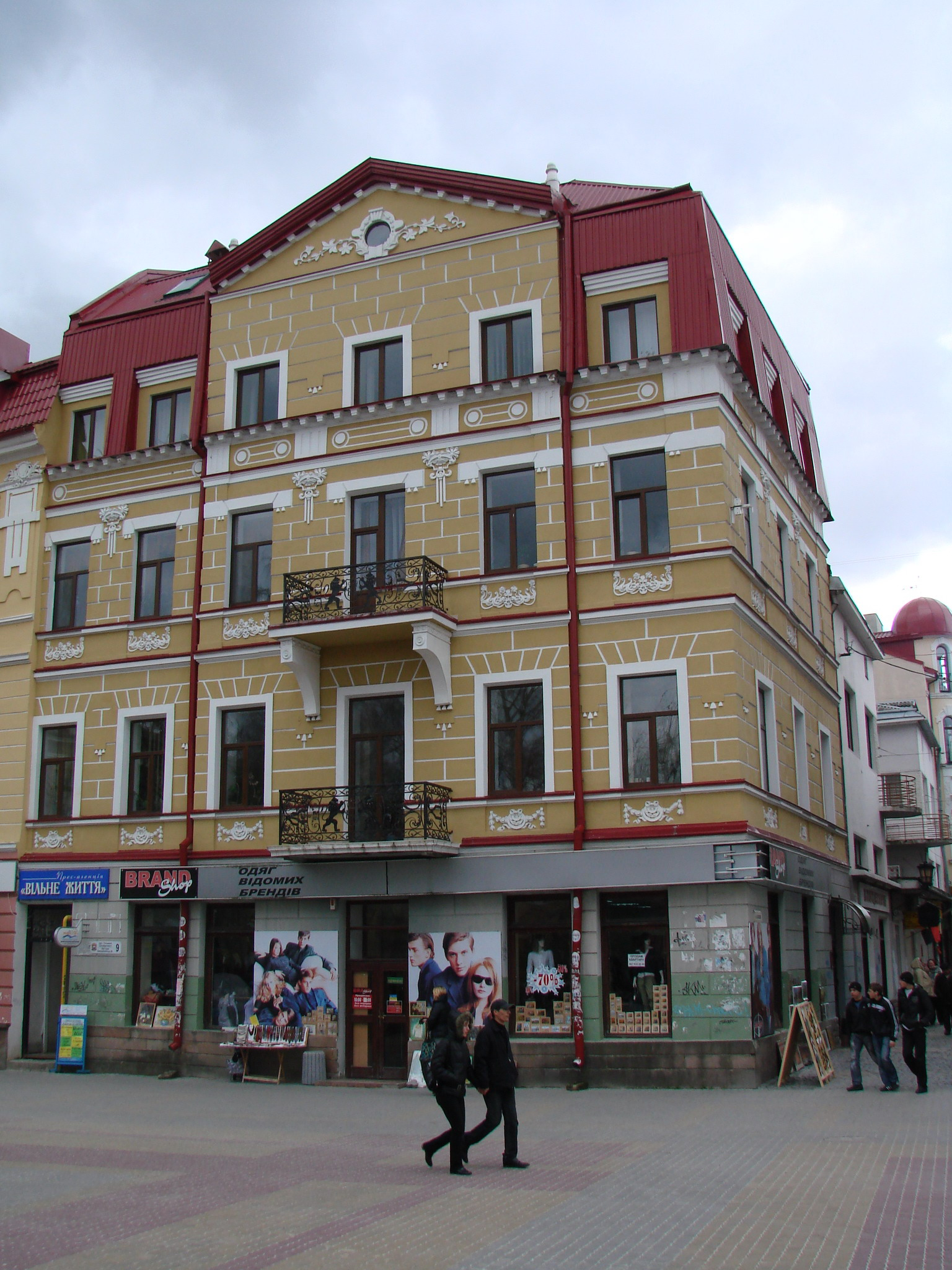
Будинок № 9
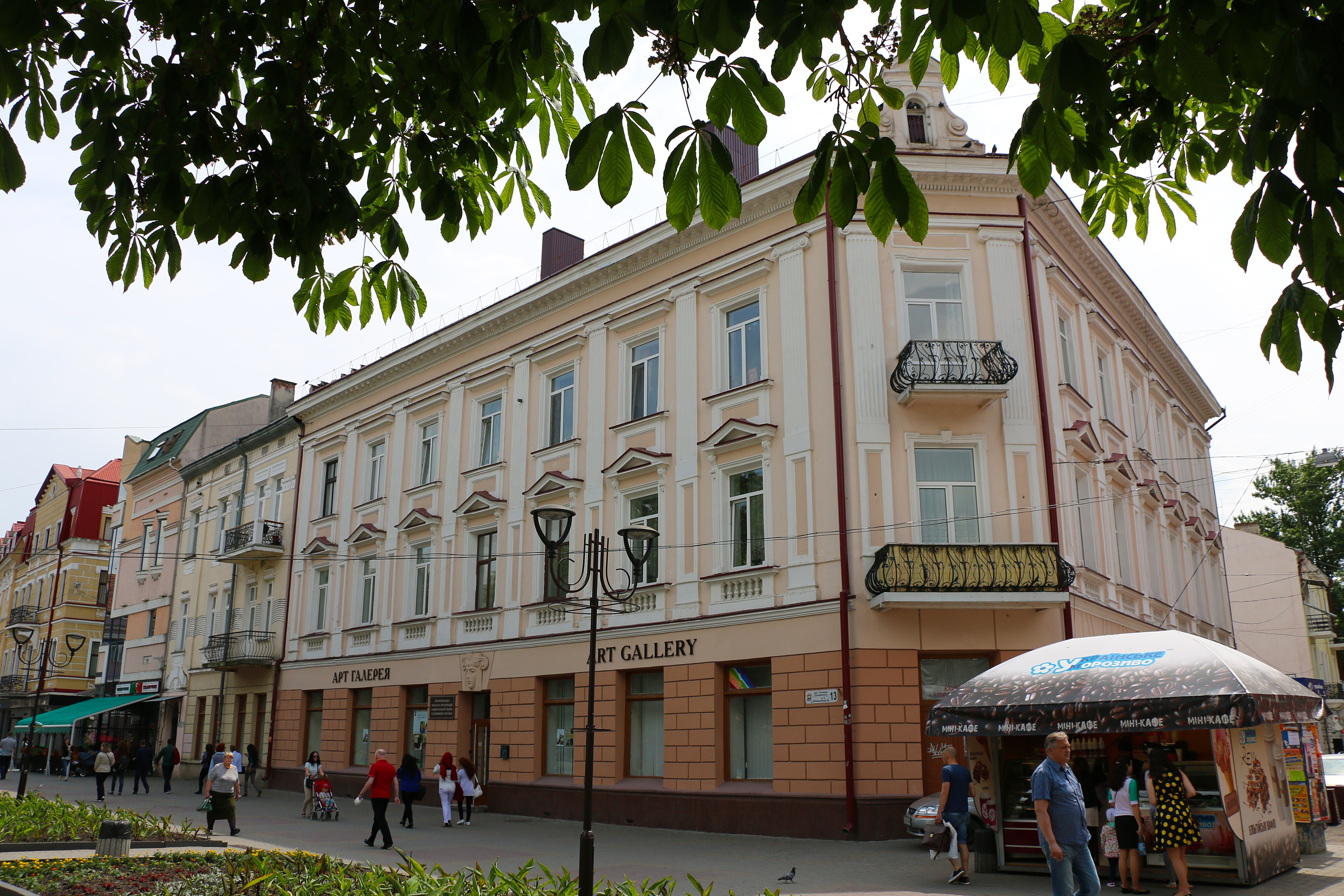
Будинки № 11 і 13
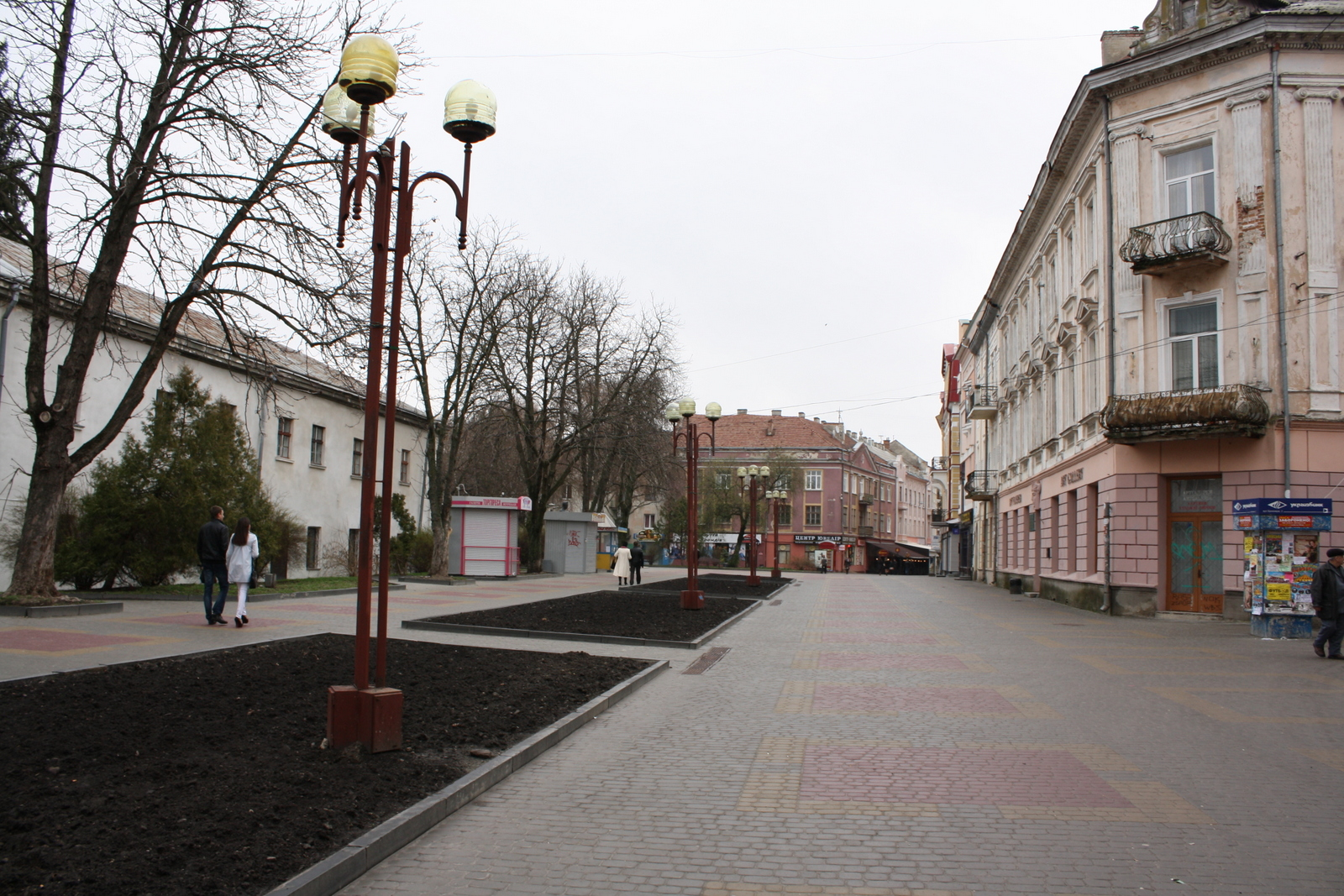
Вигляд на вулицю зі сторони Майдану Волі